# Papanduva
Papanduva é um município brasileiro do Estado de Santa Catarina.  Localiza-se a uma latitude 26º22'13" sul e a uma longitude 50º08'40" oeste, estando a uma altitude de 788 metros. Sua população, com base no censo de 2022 é de 19.150 habitantes.
Possui uma área de 777,31 km².

## História
A história de Papanduva começou em meados do século XVIII, quando viajando pelo famoso Caminho das Tropas, levando muares do Rio Grande do Sul até a Feira de Sorocaba, em São Paulo e transportando pelo território do município, preferiam-no como um de seus pontos de pouso e sesta, isto é, aí paravam para acampar, descansar e dormir. Uma das coisas que motivaram esta preferência, que eles chamavam papanduva, originando-se daí o nome do município.
Por volta de 1828, os primeiros moradores,  procedentes do Paraná estabeleceram-se no município, dedicando-se à economia da pecuária, da agricultura de subsistência e principalmente do extrativismo vegetal da erva-mate. Sabe-se que entre os pioneiros estavam: Manoel Amora, famílias Haas, Mendes, Lisboa, Almeida, Furtado
Mas a colonização, propriamente dita, começou em torno de 1880, com os imigrantes ucranianos e poloneses, durante o Segundo Reinado.
Papanduva também sofreu as consequências da Questão de Palmas e da Guerra do Contestado.
Em 1917, era distrito de Canoinhas e a Lei Estadual nº 133, de 30 de dezembro de 1953, elevava o distrito à categoria de município. A nova comuna foi instalada em 11 de abril de 1954. 

## Demografia

### Religiões
| % População por religião | % População por religião |
| ------------------------ | ------------------------ |
| Catolicismo              | 88,05%                   |
| Evangelicalismo          | 9,50%                    |
| Cristianismo ortodoxo    | 0,84%                    |
| Sem religião             | 0,78%                    |
| Outras                   | 0,83%                    |

Fonte: IBGE, 2010.